# Wereldkampioenschap superbike van Magny-Cours 2005
Het wereldkampioenschap superbike van Magny-Cours 2005 was de twaalfde en laatste ronde van het wereldkampioenschap superbike en het wereldkampioenschap Supersport 2005. De races werden verreden op 9 oktober 2005 op het Circuit Magny-Cours nabij Magny-Cours, Frankrijk.

## Superbike

### Race 1
| Pos | Nr  | Rijder              | Constructeur | Rondes | Tijd                | Grid | Punten |
| --- | --- | ------------------- | ------------ | ------ | ------------------- | ---- | ------ |
| 1   | 77  | Chris Vermeulen     | Honda        | 23     | 39:03.405           | 1    | 25     |
| 2   | 71  | Yukio Kagayama      | Suzuki       | 23     | +8.200              | 7    | 20     |
| 3   | 1   | James Toseland      | Ducati       | 23     | +13.336             | 5    | 16     |
| 4   | 31  | Karl Muggeridge     | Honda        | 23     | +13.887             | 4    | 13     |
| 5   | 11  | Troy Corser         | Suzuki       | 23     | +14.299             | 16   | 11     |
| 6   | 88  | Andrew Pitt         | Yamaha       | 23     | +15.270             | 8    | 10     |
| 7   | 9   | Chris Walker        | Kawasaki     | 23     | +16.136             | 9    | 9      |
| 8   | 76  | Max Neukirchner     | Honda        | 23     | +16.616             | 6    | 8      |
| 9   | 57  | Lorenzo Lanzi       | Ducati       | 23     | +18.201             | 2    | 7      |
| 10  | 3   | Norifumi Abe        | Yamaha       | 23     | +31.100             | 19   | 6      |
| 11  | 94  | David Checa         | Yamaha       | 23     | +34.310             | 13   | 5      |
| 12  | 155 | Ben Bostrom         | Honda        | 23     | +34.493             | 11   | 4      |
| 13  | 200 | Giovanni Bussei     | Kawasaki     | 23     | +38.601             | 12   | 3      |
| 14  | 10  | Fonsi Nieto         | Kawasaki     | 23     | +38.914             | 21   | 2      |
| 15  | 32  | Sébastien Gimbert   | Yamaha       | 23     | +40.508             | 17   | 1      |
| 16  | 6   | Mauro Sanchini      | Kawasaki     | 23     | +50.824             | 20   |        |
| 17  | 8   | Ivan Clementi       | Ducati       | 23     | +56.953             | 22   |        |
| 18  | 62  | Vincent Philippe    | Suzuki       | 23     | +58.385             | 25   |        |
| 19  | 21  | Michel Nickmans     | Yamaha       | 22     | +1 ronde            | 27   |        |
| DNF | 38  | Andy Notman         | Petronas     | 13     | Ongeluk             | 28   |        |
| DNF | 7   | Pierfrancesco Chili | Honda        | 10     | Uitgevallen         | 15   |        |
| DNF | 99  | Steve Martin        | Petronas     | 10     | Uitgevallen         | 14   |        |
| DNF | 40  | Julien Da Costa     | Yamaha       | 10     | Uitgevallen         | 23   |        |
| DNF | 60  | Laurent Brian       | Kawasaki     | 9      | Uitgevallen         | 30   |        |
| DNF | 25  | Alessio Velini      | Ducati       | 8      | Uitgevallen         | 26   |        |
| DNF | 20  | Marco Borciani      | Ducati       | 8      | Uitgevallen         | 24   |        |
| DNF | 41  | Noriyuki Haga       | Yamaha       | 2      | Ongeluk             | 3    |        |
| DNF | 73  | Giuseppe Zannini    | Ducati       | 1      | Ongeluk             | 29   |        |
| DNF | 45  | Gianluca Vizziello  | Yamaha       | 1      | Uitgevallen         | 18   |        |
| DNS | 55  | Régis Laconi        | Ducati       | 0      | Niet gestart        |      |        |
| DNQ | 19  | Lucio Pedercini     | Ducati       | 0      | Niet gekwalificeerd |      |        |

### Race 2
| Pos | Nr  | Rijder              | Constructeur | Rondes | Tijd                | Grid | Punten |
| --- | --- | ------------------- | ------------ | ------ | ------------------- | ---- | ------ |
| 1   | 57  | Lorenzo Lanzi       | Ducati       | 23     | 39:01.858           | 2    | 25     |
| 2   | 71  | Yukio Kagayama      | Suzuki       | 23     | +6.662              | 7    | 20     |
| 3   | 41  | Noriyuki Haga       | Yamaha       | 23     | +10.722             | 3    | 16     |
| 4   | 11  | Troy Corser         | Suzuki       | 23     | +13.457             | 16   | 13     |
| 5   | 9   | Chris Walker        | Kawasaki     | 23     | +16.651             | 9    | 11     |
| 6   | 1   | James Toseland      | Ducati       | 23     | +17.005             | 5    | 10     |
| 7   | 88  | Andrew Pitt         | Yamaha       | 23     | +20.863             | 8    | 9      |
| 8   | 76  | Max Neukirchner     | Honda        | 23     | +22.280             | 6    | 8      |
| 9   | 3   | Norifumi Abe        | Yamaha       | 23     | +22.713             | 19   | 7      |
| 10  | 7   | Pierfrancesco Chili | Honda        | 23     | +31.108             | 15   | 6      |
| 11  | 155 | Ben Bostrom         | Honda        | 23     | +32.271             | 11   | 5      |
| 12  | 94  | David Checa         | Yamaha       | 23     | +38.195             | 13   | 4      |
| 13  | 10  | Fonsi Nieto         | Kawasaki     | 23     | +45.314             | 21   | 3      |
| 14  | 40  | Julien Da Costa     | Yamaha       | 23     | +46.922             | 23   | 2      |
| 15  | 45  | Gianluca Vizziello  | Yamaha       | 23     | +50.604             | 18   | 1      |
| 16  | 62  | Vincent Philippe    | Suzuki       | 23     | +50.803             | 25   |        |
| 17  | 6   | Mauro Sanchini      | Kawasaki     | 23     | +51.434             | 20   |        |
| 18  | 25  | Alessio Velini      | Ducati       | 23     | +1:23.608           | 26   |        |
| 19  | 21  | Michel Nickmans     | Yamaha       | 22     | +1 ronde            | 27   |        |
| 20  | 60  | Laurent Brian       | Kawasaki     | 22     | +1 ronde            | 30   |        |
| 21  | 73  | Giuseppe Zannini    | Ducati       | 22     | +1 ronde            | 29   |        |
| DNF | 77  | Chris Vermeulen     | Honda        | 18     | Uitgevallen         | 1    |        |
| DNF | 32  | Sébastien Gimbert   | Yamaha       | 12     | Uitgevallen         | 17   |        |
| DNF | 8   | Ivan Clementi       | Ducati       | 6      | Uitgevallen         | 22   |        |
| DNF | 20  | Marco Borciani      | Ducati       | 4      | Uitgevallen         | 24   |        |
| DNF | 38  | Andy Notman         | Petronas     | 4      | Uitgevallen         | 28   |        |
| DNS | 31  | Karl Muggeridge     | Honda        | 0      | Niet gestart        | 4    |        |
| DNS | 200 | Giovanni Bussei     | Kawasaki     | 0      | Niet gestart        | 12   |        |
| DNS | 99  | Steve Martin        | Petronas     | 0      | Niet gestart        | 14   |        |
| DNS | 55  | Régis Laconi        | Ducati       | 0      | Niet gestart        |      |        |
| DNQ | 19  | Lucio Pedercini     | Ducati       | 0      | Niet gekwalificeerd |      |        |

## Supersport
| Pos | Nr  | Rijder              | Constructeur | Rondes | Tijd         | Grid | Punten |
| --- | --- | ------------------- | ------------ | ------ | ------------ | ---- | ------ |
| 1   | 23  | Broc Parkes         | Yamaha       | 23     | 40:12.350    | 4    | 25     |
| 2   | 11  | Kevin Curtain       | Yamaha       | 23     | +0.750       | 2    | 20     |
| 3   | 84  | Michel Fabrizio     | Honda        | 23     | +1.215       | 1    | 16     |
| 4   | 99  | Fabien Foret        | Honda        | 23     | +4.098       | 3    | 13     |
| 5   | 12  | Javier Forés        | Suzuki       | 23     | +21.623      | 9    | 11     |
| 6   | 116 | Johan Stigefelt     | Honda        | 23     | +23.448      | 8    | 10     |
| 7   | 21  | Katsuaki Fujiwara   | Honda        | 23     | +30.108      | 5    | 9      |
| 8   | 8   | Stéphane Chambon    | Honda        | 23     | +32.144      | 10   | 8      |
| 9   | 69  | Gianluca Nannelli   | Ducati       | 23     | +32.408      | 6    | 7      |
| 10  | 42  | Matthieu Lagrive    | Suzuki       | 23     | +44.378      | 12   | 6      |
| 11  | 81  | Arie Vos            | Honda        | 23     | +49.939      | 7    | 5      |
| 12  | 25  | Tatu Lauslehto      | Honda        | 23     | +50.269      | 14   | 4      |
| 13  | 33  | Ivan Goi            | Yamaha       | 23     | +1:01.701    | 22   | 3      |
| 14  | 19  | Jarno Janssen       | Suzuki       | 23     | +1:10.471    | 15   | 2      |
| 15  | 28  | Sami Penna          | Honda        | 23     | +1:11.325    | 21   | 1      |
| 16  | 34  | José Manuel Hurtado | Honda        | 22     | +1 ronde     | 28   |        |
| 17  | 61  | Thomas Metro        | Suzuki       | 22     | +1 ronde     | 24   |        |
| 18  | 74  | Ron van Steenbergen | Suzuki       | 22     | +1 ronde     | 25   |        |
| 19  | 100 | Topi Haarala        | Honda        | 22     | +1 ronde     | 23   |        |
| DNF | 68  | Suhathai Chaemsap   | Honda        | 22     | Uitgevallen  | 20   |        |
| DNF | 13  | Alessio Corradi     | Ducati       | 19     | Ongeluk      | 18   |        |
| DNF | 51  | Robert Gianfardoni  | Kawasaki     | 15     | Uitgevallen  | 29   |        |
| DNF | 78  | Hudson Kennaugh     | Suzuki       | 14     | Uitgevallen  | 17   |        |
| DNF | 88  | Julien Enjolras     | Yamaha       | 9      | Ongeluk      | 19   |        |
| DNF | 73  | Grégory Lefort      | Yamaha       | 2      | Uitgevallen  | 27   |        |
| DNF | 55  | Niccolò Canepa      | Kawasaki     | 1      | Ongeluk      | 11   |        |
| DNF | 65  | David Forner        | Honda        | 1      | Ongeluk      | 26   |        |
| DNF | 56  | Christian Zaiser    | Honda        | 1      | Ongeluk      | 16   |        |
| DNS | 127 | Robbin Harms        | Honda        | 0      | Niet gestart |      |        |

## Eindstanden na wedstrijd

### Superbike
| Pos | Nr | Rijder          | Team   | Punten |
| --- | -- | --------------- | ------ | ------ |
| 1   | 11 | Troy Corser     | Suzuki | 433    |
| 2   | 77 | Chris Vermeulen | Honda  | 379    |
| 3   | 41 | Noriyuki Haga   | Yamaha | 271    |
| 4   | 1  | James Toseland  | Ducati | 254    |
| 5   | 71 | Yukio Kagayama  | Suzuki | 252    |

### Supersport
| Pos | Nr | Rijder                | Team   | Punten |
| --- | -- | --------------------- | ------ | ------ |
| 1   | 16 | Sébastien Charpentier | Honda  | 210    |
| 2   | 11 | Kevin Curtain         | Yamaha | 187    |
| 3   | 21 | Katsuaki Fujiwara     | Honda  | 149    |
| 4   | 99 | Fabien Foret          | Honda  | 144    |
| 5   | 84 | Michel Fabrizio       | Honda  | 138    |

1991 · 2003 · 2004 · 2005 · 2006 · 2007 · 2008 · 2009 · 2010 · 2011 · 2012 · 2013 · 2014 · 2015 · 2016 · 2017 · 2018 · 2019 · 2020 · 2021 · 2022 · 2023 · 2024 · 2025